# اکراس رخ‌سیاه
اکراس رخ‌سیاه از اکراس های راسته لک‌لک‌سانان است. زیستگاه این پرنده آمریکای جنوبی است.